# Lac Los Cántaros
Le Lac Los Cántaros est un petit lac andin d'origine glaciaire situé en Argentine, à l'ouest de la province de Neuquén, dans le département de Los Lagos, en Patagonie. 

## Géographie

Carte du parc national Nahuel Huapi. Le lac Los Cántaros se trouve juste au-dessus de Puerto Blest, à l'extrême ouest du parc.

Le lac Los Cántaros se situe à moins d'un kilomètre au nord de l'extrémité occidentale du bras Blest du lac Nahuel Huapi.
Il est entièrement situé au sein du parc national Nahuel Huapi. 

Il est entouré d'une luxuriante « forêt valdivienne » caractérisée par une grande variété d'espèces végétales. 

Situé aux abords immédiats de la frontière chilienne, il se trouve dans une zone de très haute pluviosité (3 à 4000 millimètres par an en moyenne).

## Accès
L'accès au lac est difficile. On y accède à pied, étant donné qu'il n'y a pas de route carrossable pour y parvenir.

## Tributaire - Émissaire
Son tributaire principal est le río Ortiz Basualdo, émissaire du lac de même nom. 

De sa rive sud naît son émissaire, le río Los Cántaros qui se jette dans le lac Nahuel Huapi, près de l'extrémité occidentale du bras Blest. 

En moins d'un kilomètre, le río Los Cántaros dévale de plus de 100 mètres ; une partie de cette importante dénivellation se fait par le biais d'une fort belle cascade. 